# 1314

## Události
- 24. červen – bitva u Bannockburnu, Robert Bruce rozdrtil anglická vojska

## Vědy a umění
- Konec Dalimilovy kroniky

## Narození
- 3. května – Sergej Radoněžský, ruský středověký duchovní vůdce († 25. září 1392)
- ? – Li Šan-čchang, čínský politik sloužící Chung-wuovi, zakladateli a prvnímu císaři říše Ming († 1390)
- ? – Togto, mongolský státník a vojevůdce říše Jüan († 1355)
- ? – Valdemar III., dánský král († 1364)

## Úmrtí
- 18. března
  - Jacques de Molay, poslední velmistr templářského řádu (* okolo 1243)
  - Geoffroy de Charnay, rytíř templářského řádu (* kolem 1251)
- březen – Ota Durynský, opat Zbraslavského kláštera (* ?)
- 20. dubna – Klement V., 195. papež římskokatolické církve (* 1264)
- 25. listopadu – Jan I., král skotský (* cca 1249)
- 29. listopadu – Filip IV. Sličný, francouzský král z dynastie Kapetovců (* 1268)

## Hlavy států
Jižní Evropa
- Iberský poloostrov
  - Portugalské království – Dinis I. Hospodář
  - Kastilské království – Alfons XI. Spravedlivý
  - Aragonské království – Jakub II. Spravedlivý
- Itálie
  - Papež – **Klement V.
  - La serenissima – Giovanni Soranzo

Západní Evropa
- Francouzské království – Filip IV. Sličný – Ludvík X. Hašteřivý
- Anglické království – Eduard II.
- Skotské království – Robert I. Bruce

Severní Evropa
- Norské království – Haakon V. Magnusson
- Švédské království – Birger Magnusson
- Dánské království – Erik VI. Menved

Střední Evropa
- Svatá říše římská – Ludvík IV. Bavor x Fridrich Sličný
  - České království – Jan Lucemburský
  - Hrabství henegavské – Vilém III. z Avesnes
  - Hrabství holandské – Vilém III. z Avesnes
  - Arcibiskupství brémské – Jan I.
- Polské knížectví – Vladislav I. Lokýtek
- Uherské království – Karel I. Robert

Východní a jihovýchodní Evropa
- Litevské velkoknížectví – Vytenis
- Moskevská Rus – Jurij III. Daniilovič
- Bulharské carství – Teodor Svetoslav
- Byzantská říše – Andronikos II. Palaiologos

Blízký východ a severní Afrika
- Osmanská říše – Osman I.
- Kyperské království – Jindřich II. Kyperský
- Mamlúcký sultanát – Al-Málik An-Násir Muhammad ibn Kalaún

Afrika
- Habešské císařství – Ouédem-Arad – Amda Sion I.
- Říše Mali – Mansa Musa